# Gammarella cyclodactyla
Gammarella cyclodactyla is een vlokreeftensoort uit de familie van de Nuuanuidae. De wetenschappelijke naam van de soort is voor het eerst geldig gepubliceerd in 1978 door Hirayama.